# يوهان هوفمان (أستاذ جامعي)
يوهان هوفمان (بالألمانية: Johann Hoffmann)‏ هو طبيب أعصاب ألماني، ولد في 28 مارس 1857 في Hahnheim ‏ في ألمانيا، وتوفي في 1 نوفمبر 1919 في هايدلبرغ في ألمانيا.